# Campeonato Mundial de Atletismo em Pista Coberta de 2008 - Salto com vara masculino
A competição do salto com vara masculino do Campeonato Mundial de Atletismo em Pista Coberta de 2008, foi disputado no Palácio-Velódromo Luis Puig, em  Valência.

## Medalhistas
| Ouro                     | Prata             | Bronze              |
| Evgeniy Lukyanenko (RUS) | Brad Walker (USA) | Steven Hooker (AUS) |

## Resultados

### Eliminatória
Qualificação: 5,70 m (Q) ou os 8 melhores qualificados (q). 
| Colocação | Atleta               | Nacionalidade  | Altura  | Notas | Provas | Provas | Provas | Provas | Provas |
| Colocação | Atleta               | Nacionalidade  | Altura  | Notas | 5.35   | 5.45   | 5.55   | 5.65   | 5.70   |
| --------- | -------------------- | -------------- | ------- | ----- | ------ | ------ | ------ | ------ | ------ |
| 1         | Tim Lobinger         | Alemanha       | 5.70    | Q     | -      | -      | O      | -      | O      |
| 2         | Brad Walker          | Estados Unidos | 5.70 SB | Q     | -      | -      | O      | -      | XO     |
| 3         | Jérôme Clavier       | França         | 5.70    | Q     | XO     | -      | O      | O      | XO     |
| 3         | Derek Miles          | Estados Unidos | 5.70    | Q     | -      | O      | XO     | O      | XO     |
| 3         | Steven Hooker        | Austrália      | 5.70 SB | Q     | -      | O      | -      | X-     | XO     |
| 6         | Maksym Mazuryk       | Ucrânia        | 5.70    | Q     | -      | -      | XO     | XO     | XO     |
| 7         | Evgeniy Lukyanenko   | Rússia         | 5.70    | Q     | -      | O      | -      | O      | XXO    |
| 8         | Alhaji Jeng          | Suécia         | 5.65    | q     | -      | O      | -      | O      | XXX    |
| 9         | Giovanni Lanaro      | México         | 5.65 SB |       | -      | XO     | -      | O      | XXX    |
| 10        | Daichi Sawano        | Japão          | 5.65 SB |       | -      | XO     | O      | XXO    | XXX    |
| 11        | Pavel Gerasimov      | Rússia         | 5.55    |       | -      | XO     | O      | XXX    |        |
| 12        | Feiliang Liu         | China          | 5.55    |       | O      | -      | XXO    | XXX    |        |
| 13        | Renaud Lavillenie    | França         | 5.55    |       | XO     | -      | XXO    | XXX    |        |
| 14        | Leonid Andreev       | Uzbequistão    | 5.45 PB |       | XO     | O      | XXX    |        |        |
| 15        | Steven Lewis         | Reino Unido    | 5.35    |       | O      | -      | XXX    |        |        |
| 16        | Denys Yurchenko      | Ucrânia        | 5.35    |       | XXO    | -      | XXX    |        |        |
|           | Fábio Gomes da Silva | Brasil         | NM      |       | XXX    |        |        |        |        |
|           | Fabian Schulze       | Alemanha       | NM      |       | -      | XXX    |        |        |        |
|           | Jesper Fritz         | Suécia         | NM      |       | XXX    |        |        |        |        |
|           | Spas Bukhalov        | Bulgária       | NM      |       | -      | -      | XXX    |        |        |
|           | Aleksandr Averbukh   | Israel         | DNS     |       |        |        |        |        |        |

### Final
| Colocação         | Atleta             | Nacionalidade  | Altura  | Provas | Provas | Provas | Provas | Provas | Provas | Provas | Provas | Provas | Provas |
| Colocação         | Atleta             | Nacionalidade  | Altura  | 5.45   | 5.55   | 5.60   | 5.65   | 5.70   | 5.75   | 5.80   | 5.85   | 5.90   | 5.95   |
| ----------------- | ------------------ | -------------- | ------- | ------ | ------ | ------ | ------ | ------ | ------ | ------ | ------ | ------ | ------ |
| Medalha de ouro   | Evgeniy Lukyanenko | Rússia         | 5.90 WL | -      | O      | -      | -      | O      | O      | O      | XO     | O      | XXX    |
| Medalha de prata  | Brad Walker        | Estados Unidos | 5.85 PB | -      | -      | -      | -      | XO     | -      | -      | O      | -      | XXX    |
| Medalha de bronze | Steven Hooker      | Austrália      | 5.80 SB | -      | O      | -      | -      | O      | -      | O      | X-     | XX     |        |
| 4                 | Jérôme Clavier     | França         | 5.75    | O      | -      | O      | -      | O      | O      | XXX    |        |        |        |
| 5                 | Tim Lobinger       | Alemanha       | 5.70    | -      | O      | -      | -      | O      | -      | XXX    |        |        |        |
| 6                 | Maksym Mazuryk     | Ucrânia        | 5.70    | -      | XO     | -      | -      | O      | -      | XXX    |        |        |        |
| 7                 | Alhaji Jeng        | Suécia         | 5.70    | -      | -      | O      | -      | XO     | -      | XXX    |        |        |        |
| 8                 | Derek Miles        | Estados Unidos | 5.60    | -      | XX-    | O      | -      | X-     | -      | XX     |        |        |        |

Legenda
| Recorde mundial       | Recorde mundial (World record)               |                       | Recorde africano                      | Recorde africano (African) |                                           | Q | Classificado por posição (Qualified) |
| Recorde do campeonato | Recorde do campeonato (Championship record)  | Recorde da América    | Recorde da América (Americas)         | q                          | Classificado por melhor tempo (Qualified) |   |                                      |
| Melhor marca do ano   | Melhor marca do ano (World leading)          | Recorde asiático      | Recorde asiático (Asian)              | DNS                        | Não largou (Did not start)                |   |                                      |
| Recorde nacional      | Recorde nacional (National record)           | Recorde europeu       | Recorde europeu (European)            | DNF                        | Não terminou (Did not finish)             |   |                                      |
| Recorde pessoal       | Recorde pessoal do atleta (Personal best)    | Recorde da Oceania    | Recorde da Oceania (Oceania)          | DSQ / DQ                   | Desclassificado (Disqualified)            |   |                                      |
| Recorde da temporada  | Recorde da temporada do atleta (Season best) | Recorde sul-americano | Recorde sul-americano (South America) | NM                         | Sem marca (No mark)                       |   |                                      |